# Nový Bydžov (nádraží)
Nový Bydžov je železniční stanice v západní části stejnojmenného města v okrese Hradec Králové v Královéhradeckém kraji poblíž řeky Cidliny. Leží na neelektrizované jednokolejné železniční trati Chlumec nad Cidlinou – Trutnov. Vedle staniční budovy je umístěno městské autobusové nádraží.

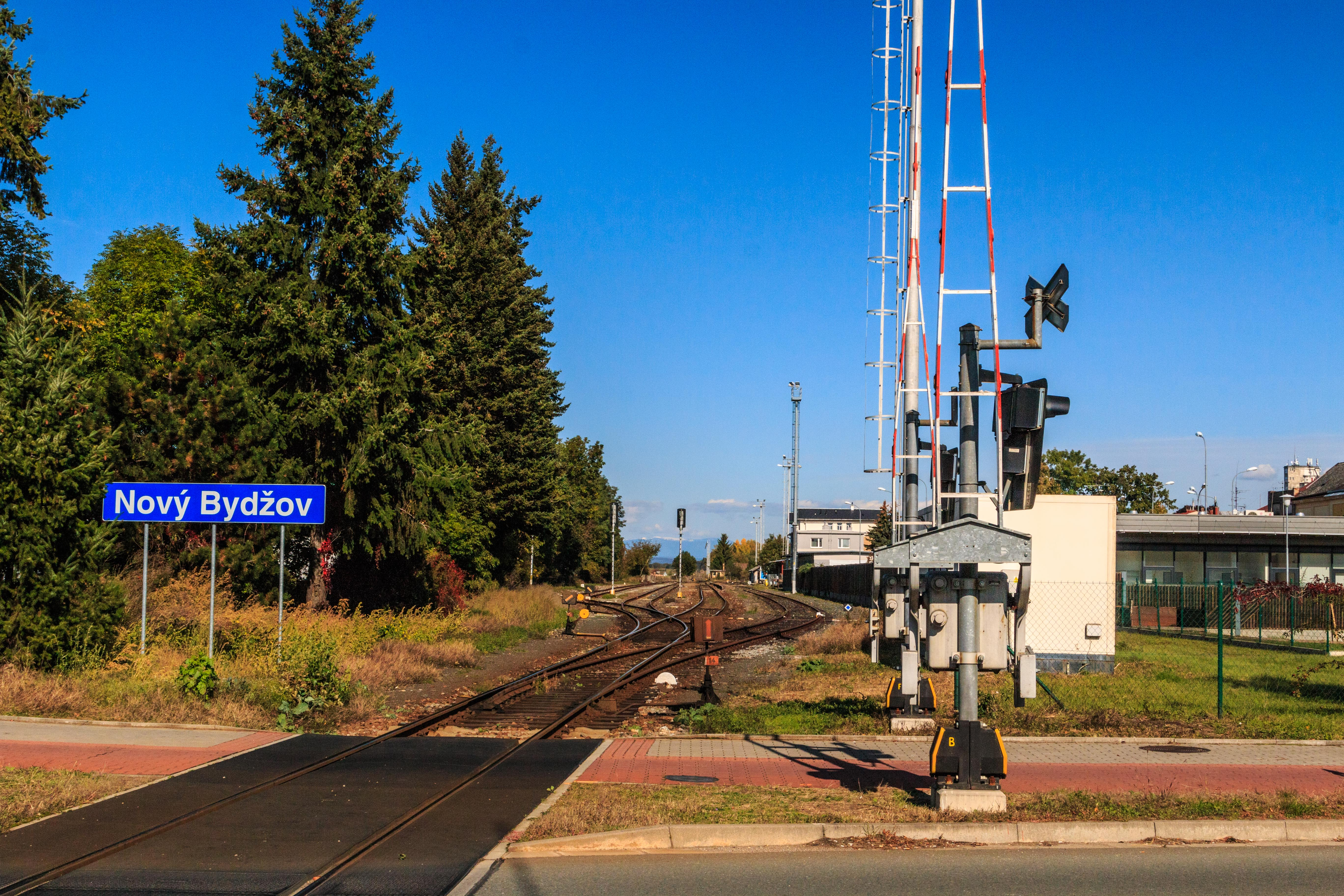
Železniční přejezd blízko nádraží

## Historie
Stanice byla otevřena 21. prosince 1870 společností Rakouská severozápadní dráha (ÖNWB), která zprovoznila svou odbočnou trať z Chlumce nad Cidlinou do Ostroměře, roku 1871 prodlouženou na Starou Paku, Martinice v Krkonoších a Trutnov. Autorem univerzalizované podoby stanic pro celou dráhu byl architekt Carl Schlimp. Trasa byla výsledkem snahy o propojení železniční sítě ÖNWB severovýchodním směrem k hranicím s Pruskem.
Po zestátnění ÖNWB roce 1908 pak obsluhovala stanici jedna společnost, Císařsko-královské státní dráhy (kkStB), po roce 1918 pak správu přebraly Československé státní dráhy.[zdroj?]

## Rekonstrukce nádraží
Stanice prošla v letech 2019 až 2020 celkovou rekonstrukcí. Do rekonstrukce se počítalo: odstranění budovy s toaletami, úpravy terénu, kompletní oprava výpravní budovy a čekárny. Toalety byly přesunuty do výpravní budovy. Nákladové nádraží vedle budovy dnes již neslouží svému účelu, ale dostalo novou fasádu a dlažbu.[zdroj?]

## Popis
Nacházejí se zde dvě jednostranná úrovňová nástupiště, k příchodu na nástupiště slouží přechody přes koleje. V roce 2014 byl v blízkosti nádraží zřízen nový autobusový terminál.